# Эш-Шайрат (аэродром)
Эш-Шайра́т (араб. مطار الشعيرات العسكري‎; ИАТА: LTK, ИКАО: OSLK; часто ошибочно Аш-Шайрат) — военный аэродром, расположенный в 38 километрах к юго-востоку от города Хомс в Сирии, вблизи одноимённого посёлка Эш-Шайрат.

## История
На аэродроме базируются части САВВС:
- 7-я авиационная эскадрилья на самолётах МиГ-25П/Р
- 675-я авиационная эскадрилья на самолётах МиГ-23МФ
- 677-я авиационная эскадрилья на самолётах Су-22 М2
- 685-я авиационная эскадрилья на самолётах Су-22 М4

В 2015 году аэродром планировалось использовать для размещения усиления Авиационной группы ВВС России в Сирии.
Потери авиации Сирии, базирующейся на аэродроме:
- 14 февраля 2013 года самолёт Су-22М4 677-й аэ 50-й бригады ВВС Сирии, пилотируемый полковником Исмаилем Мансур Ганемом, был подбит ракетой ПЗРК в ходе выполнения боевого задания над областью Маарат аль-Нуман. Лётчик пытался дотянуть до базы, но в результате полного отказа двигателя самолёт упал и разбился в районе н. п. Морек. Полковник Ганем погиб.
- 25 июля 2013 года самолёт Су-22М3 685-й аэ 50-й бригады ВВС Сирии (аэродром Эш-Шайрат) управляемый заместителем командира эскадрильи полковником Малик Мухаммад Аббасом наносил удар в области Манбидж, северо-восточнее Алеппо, по месту сосредоточения около 200 бойцов бандформирований. Над целью самолёт был поражён огнём зенитных средств и получил значительные повреждения. Лётчик, не желая катапультироваться над занятой противником территорией, оставался в кабине даже после срабатывания табло «Пожар двигателя». Преодолев расстояние в 80 километров он попытался выполнить вынужденную посадку на аэродроме Табка, но из-за отказа всех гидросистем Су-22 разбился на предпосадочной прямой. Лётчик погиб.

## Российская авиация
Авиабаза используется Авиационной группой ВВС ВКС России в Сирии, базирующейся на аэродроме Хмеймим, как аэродром подскока, при проводящейся с начала октября 2015 года военной операции России в Сирии.
В марте — апреле 2016 года на аэродроме базировались вертолёты Ми-24П (Ми-35), 4 вертолёта Ка-52 и три МИ-28Н, Ми-8 (Ми-17) из состава Авиационной группы ВВС ВКС России в Сирии.

## Ракетный удар США
В 04:40 по местному времени (01:40 GMT) 7 апреля 2017 года ВМС США нанесли удар по авиабазе. Эсминцы США USS Porter and USS Ross, располагавшиеся в Средиземном море южнее Кипра, выпустили по базе 59 крылатых ракет «Томагавк». По сообщению Минобороны США, все ракеты достигли цели. В результате удара было уничтожено несколько военных самолётов, склады боеприпасов и ГСМ, ангары, а также системы ПВО. Погибли пятеро военнослужащих Сирийской Арабской Республики, ещё семь ранены.
Минобороны РФ заявило о низкой эффективности удара, самолёты уже вечером в пятницу вновь взлетали с аэродрома.
По данным независимого исследователя Тома Купера, в результате удара была уничтожена 675 эскадрилья ВВС Сирии, потерявшая остававшиеся на её вооружении от пяти до восьми МиГ-23.